# پواونا دولنا
پواونا دولنا (به لهستانی:  Pławna Dolna) یک روستا در لهستان است که در گمینا لوبومیژ واقع شده‌است. پواونا دولنا ۵۰۰ نفر جمعیت دارد.